# زانکت آگاتا
زانکت آگاتا (به آلمانی: Sankt Agatha) یک منطقهٔ مسکونی در اتریش است که در ناحیه گرایسکیرچن واقع شده است. زانکت آگاتا ۳۱٫۸ کیلومتر مربع مساحت دارد ۶۰۳ متر بالاتر از سطح دریا واقع شده است.